# Ochotona hoffmanni
Thỏ cộc Hoffmann (Ochotona hoffmanni) là một loài động vật có vú thuộc Họ Ochotona của Bộ Thỏ đặc hữu ở Mông Cổ. Chúng hiện đang được liệt kê là có nguy cơ tuyệt chủng trong sách đỏ IUCN. Loài này được Formosov et al. miêu tả vào năm 1996.